# Ialorixá
Ialorixá ou iyalorixá (em iorubá: iyálorìṣa), também conhecida como mãe de santo e mãe de terreiro, é a sacerdotisa de um terreiro, seja ele de Candomblé, Umbanda ou Quimbanda.

## Etimologia
Orixás são divindades da religião iorubá.
Iá (em iorubá: Iyá) e a junção iaiá significa "mamãe", forma carinhosa de falar com a mãe, ou com a senhora da fazenda, muito usada pelos escravos. É uma palavra utilizada em muitos segmentos das religiões afro-brasileiras, principalmente no candomblé. Pode ser usado antes de uma palavra, como é o caso de iabassê, iaquequerê, ialorixá, Iá Nassô, como pode se usar a palavra para se referir às Iamis (minha mãe), também chamadas de Iamis-Ajé (minha mãe feiticeira) ou Iami Abá (minha mãe anciã).

## Descrição
Ela é a responsável por tudo que acontece no terreiro, ninguém faz nada no terreiro sem sua prévia autorização. Sua função é sacerdotal: ela faz consultas aos orixás através do jogo de búzios, uma vez que no Brasil não temos o hábito de consultar o babalaô, que é o sacerdote supremo do jogo de Ifá, devido à ausência do mesmo na tradição afro-brasileira desde a morte de Martiniano do Bonfim. Segundo os mais antigos, foi por volta de 1943 que faleceu o último babalaô sacerdote supremo do culto de Ifá no Brasil, e, desde então, não há mais participação ativa de um babalaô nos ritos.

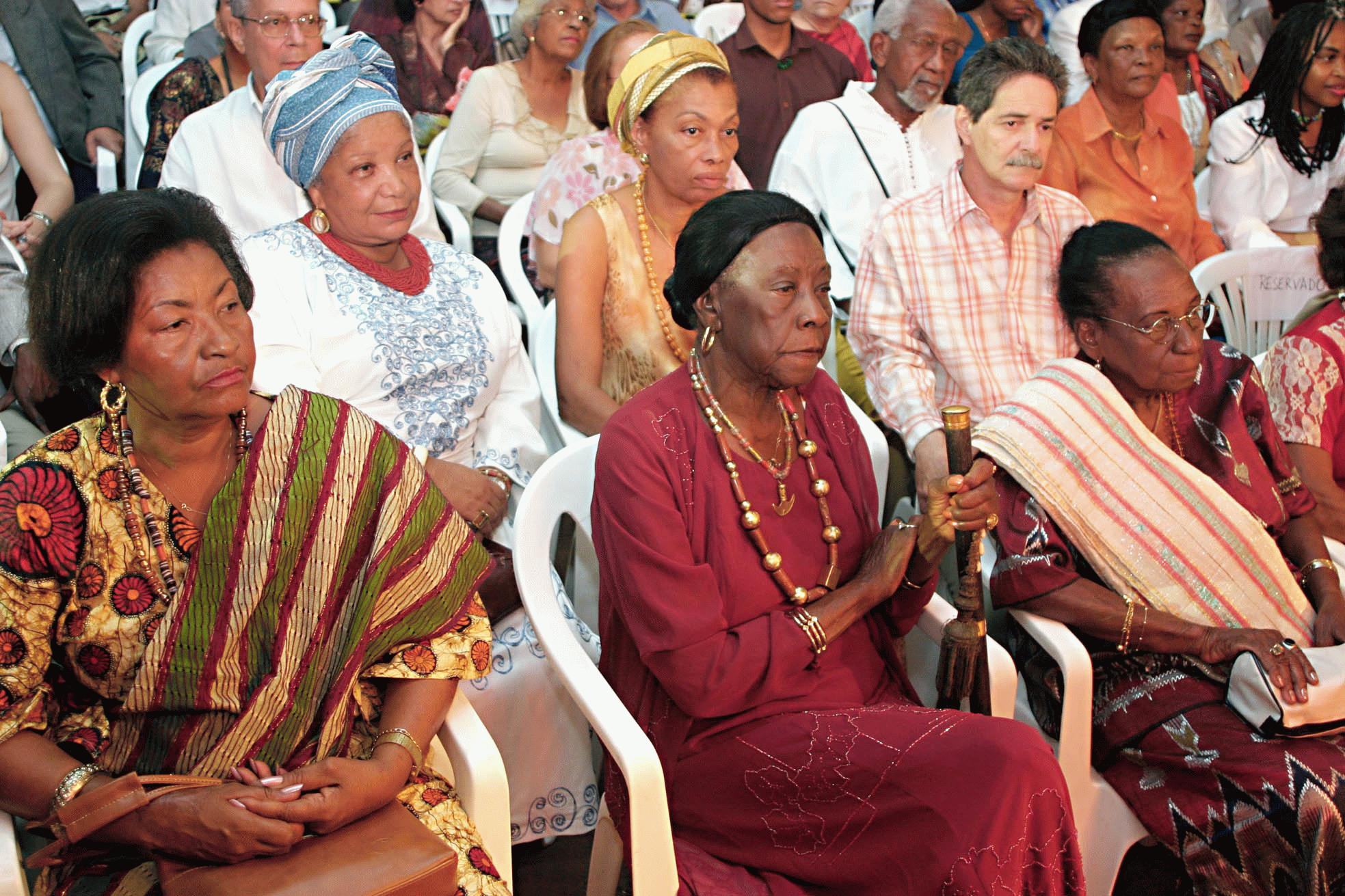
Ialorixás do candomblé: ao centro, Mãe Olga do Alaqueto

Durante esse período, o professor Agenor Miranda era convocado para fazer o jogo para saber dos orixás quem seria a mãe de santo nos grandes terreiros baianos. Com os avanços tecnológicos e com a imigração voluntária de africanos para o Brasil, começaram a surgir novos babalaôs na tradição do candomblé. Necessário se faz diferenciar o jogo de Ifá do jogo merindilogum e jogo de búzios.
Conta com a ajuda de muitas pessoas para a administração da casa, sendo que  cada um tem uma função específica na hierarquia, mas todos sabem fazer de tudo para um caso de emergência. A responsabilidade, a quantidade de filhos de santo, de clientes, e a quantidade de problemas a serem resolvidos num terreiro grande não se comparam ao de uma casa menor. Motivo pela qual a ialorixá das grandes casas conta com a ajuda de um grupo de auxiliares.
Já nas casas menores, a ialorixá, além da função sacerdotal, acumula diversas outras funções, devendo ser conhecedora das folhas sagradas, seus segredos e aplicações litúrgicas. Em caso de rituais ligados aos eguns, ou se especializa ou consulta um Ojé. Quando necessário, quando a casa ainda não tem um axogum confirmado, ela mesmo faz os sacrifícios. Quando a casa ainda não tem alabê, normalmente a ialorixá convida alabês das casas irmãs para tocar o candomblé. Na ausência da iabassê ou equede, ela mesmo faz as comidas dos orixás, costura as roupas das iaôs, faz as compras etc. As ialorixás mais populares, conhecidas e que se destacaram foram Mãe Olga do Alaqueto, Mãe Aninha, Mãe Senhora e Mãe Menininha do Gantois.